# Orque pygmée
Feresa attenuata
Genre
Espèce
Statut de conservation UICN

 LC  : Préoccupation mineure
Statut CITES
L'orque pygmée ou orque naine (Feresa attenuata) est une espèce de cétacés de la famille des Delphinidae, qui se rencontre dans tous les océans (sauf polaires) ainsi que très sporadiquement en Méditerranée. C'est la seule espèce du genre Feresa (genre monotypique).

## Description
Animal peu connu, rarement observé malgré sa distribution très étendue, couvrant presque toutes les eaux tropicales et subtropicales profondes et la Méditerranée occidentale, sa taille analogue à celle de nombreux dauphins, pourrait être confondue avec celle du dauphin d'Électre. Son manteau foncé est sans doute son caractère le plus distinctif avec son menton blanc qui n'est pas toujours très marqué. L'orque pygmée est un animal grégaire, c'est-à-dire qu'elle vit en groupe de plusieurs individus (pouvant aller de 4 à 50 individus). Sa taille adulte est comprise entre 2,10 et 2,60 m pour un poids de 110 à 170 kg.

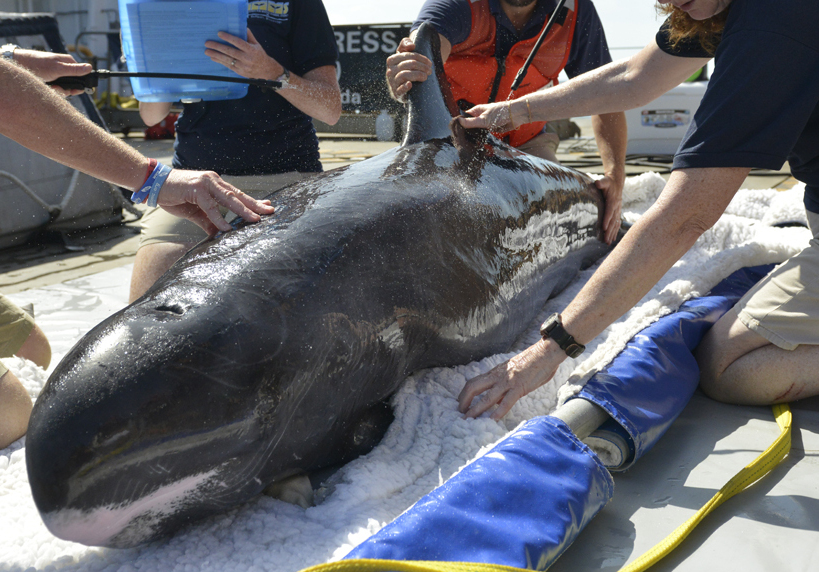
Spécimen échoué
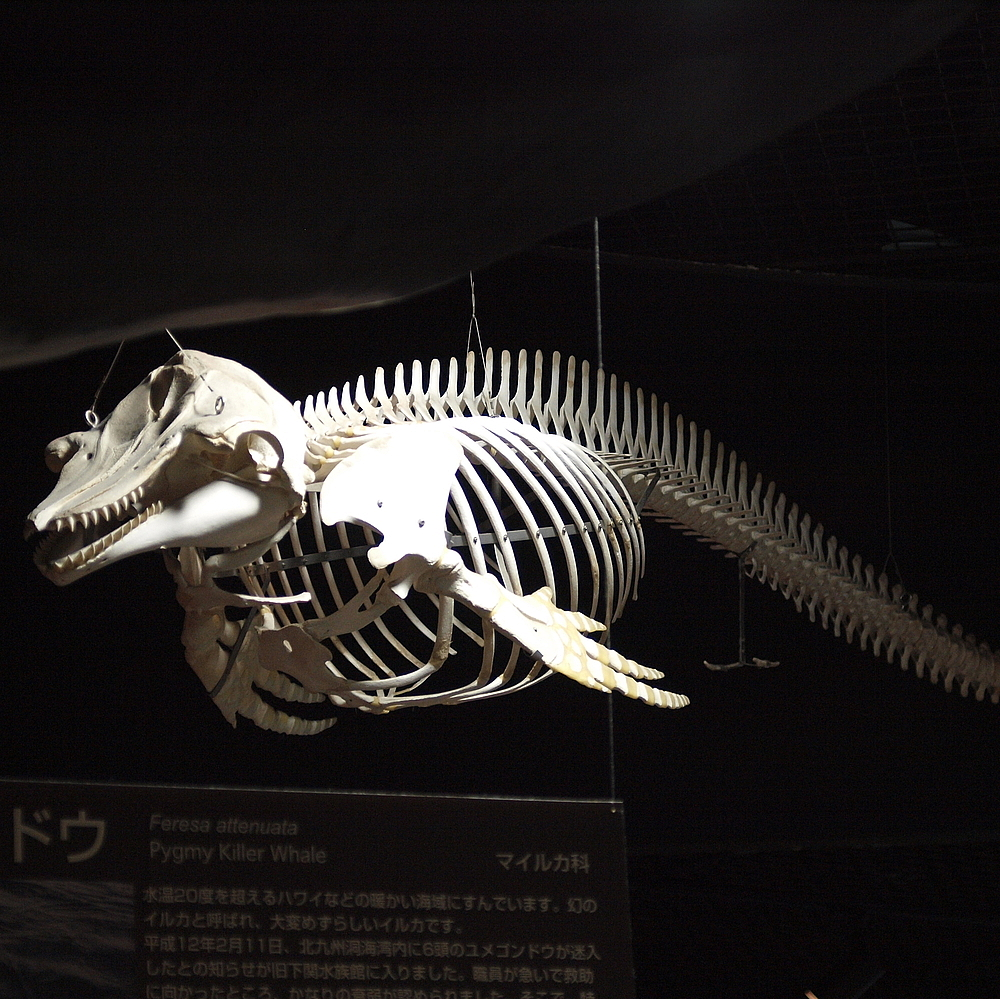
Squelette
Comparaison de taille entre un humain et F. attenuata

## Distribution

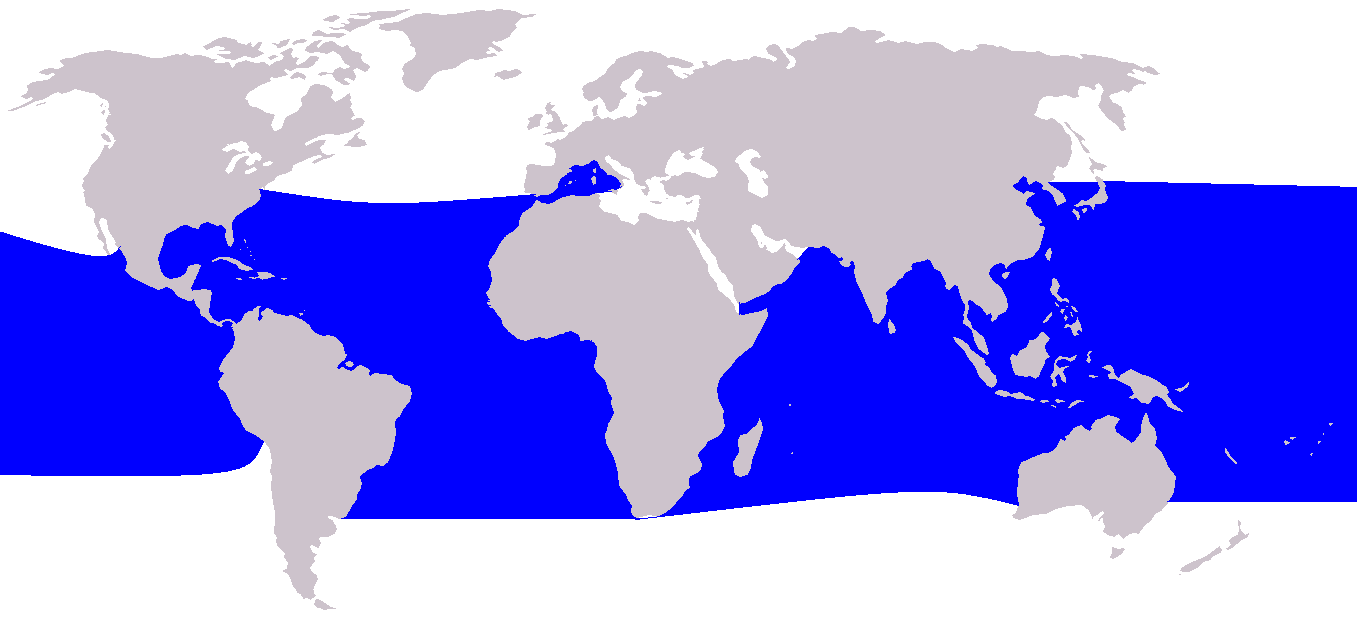
Répartition de Feresa attenuata

## Habitat
L'orque pygmée fréquente presque tous les océans et mers mondiaux excepté les mers polaires et hypersalines comme la mer Rouge et la Méditerranée orientale .

## Comportement
En captivité, l'animal fait preuve de grande agressivité envers les autres cétacés (sauf l'orque) et envers l'homme : dans la nature il pourrait chasser les dauphins,.

## Alimentation
L'orque pygmée chasse des poissons et des calmars et probablement à l'occasion des petits dauphins.

### GenreFeresa
- (en) Mammal Species of the World (3e  éd., 2005) :  Feresa
- (fr + en) ITIS : Feresa  Gray, 1870
- (en) Animal Diversity Web : Feresa
- (en) NCBI : Feresa (taxons inclus)
- (fr + en) CITES : genre Feresa (sur le site de l’UNEP-WCMC)

### EspèceFeresa attenuata
- (en) Mammal Species of the World (3e  éd., 2005) :  Feresa attenuata
- (fr + en) ITIS : Feresa attenuata  Gray, 1874
- (en) Animal Diversity Web : Feresa attenuata
- (en) NCBI : Feresa attenuata (taxons inclus)
- (en) UICN : espèce Feresa attenuata Gray, 1874 (consulté le 31 août 2020)
- (en) CITES : Feresa attenuata Gray, 1874  (+ répartition sur Species+) (consulté le 27 mai 2015)